# Navadni tjulenj
Navádni tjúlenj (znanstveno ime Phoca vitulina) je najbolj razširjen plavutonožec v zmernem pasu, ki meji na Arktiko na severni polobli. Najbolj razširjene vrste teh plavutonožcev živijo v obalnih vodah v severnih predelih Atlantskega in Tihega oceana ter v Baltskem in Severnem morju.
Tjulnji so rjavi, srebrno-beli, rjavkasti ali sivi z izrazitimi nosnicami v obliki črke V. Odrasel tjulenj lahko doseže dolžino 1,90 metra in tehta do 170 kilogramov. Plast podkožne maščobe mu pomaga ohranjati toploto telesa. Samice živijo dlje kot samci. Življenjska doba samic je od 30 do 35 let, samcev pa od 20 do 25 let. Tjulnji običajno počivajo na skalnatih mestih, če so zaščiteni pred vremenskimi vplivi in plenilci, za premor pa uporabijo tudi led ali pesek. Do bojev med samci pride tako v vodi kot na kopnem. Po devetih mesecih brejosti samica skoti enega mladiča, za katerega skrbi sama. Mladiči tjulnjev lahko tehtajo 16 kilogramov ter so že nekaj ur po rojstvu sposobni plavati in se potapljati. Hranljivost mleka samicam omogoča, da mladiče prenehajo dojiti med štirimi in šestimi tedni po rojstvu.
Svetovna populacija je ocenjena na od 315.000 do 500.000 živali, vendar so nekatere podvrste lahko ogrožene.

## Taksonomija
Navadnega tjulnja je prvi opisal švedski botanik in zoolog Carl Linnaeus leta 1758. Obstaja najmanj pet podvrst. Ena od teh podvrst je P. vitulina concolor, ki jo je prvi opisal James Ellsworth De Kay. Druga podvrsta je P. vitulina mellonae, ki jo je prvi opisal Doutt.

## Razširjenost in opis
Navadni tjulnji živijo v obalnih pasovih severnega Atlantika in severnega Pacifika. Svetovna populacija šteje do 500.000 živali. Na kopnem se plazijo po trebuhu.
Navadni tjulenj tehta od 55 do 170 kilogramov. Dolg je od 1,4 in 1,9 metra. Pod velikimi očmi so tesno nameščene nosnice v obliki črke V. Barva telesa se razlikuje. Večinoma gre za temne odtenke rjave ali svetle odtenke sivorjave. Na telesu so lahko tudi majhne lise. Navadni tjulenj je oportunistična vrsta, zaradi česar ljudem lahko povzroča težave na ribolovnih območjih. Najpogosteje lovi ribe kot so sled, oslič in trska. Lovi jih v potopih, ki trajajo med tremi in petimi minutami.

## Podvrste
Vrsta je razdeljena na pet podvrst:
- Phoca vitulina ssp. richardii
- Phoca vitulina ssp. concolor
- Phoca vitulina ssp. mellonae
- Phoca vitulina ssp. stejnegeri
- Phoca vitulina ssp. vitulina